# Trøgstad
Trøgstad este o comună din provincia Østfold, Norvegia.